# Maria Burgués i Bargués
Maria Burgués i Bargués (Lleida, 1946) política i assistent social catalana, senadora per Lleida en la VIII i IX Legislatures.

## Biografia
Treballa com a assistent social i és una coneguda defensora dels drets dels nens, tasca per la qual rebé, l'any 2007, la medalla d'honor d'UNICEF. Militant del PSC-PSOE, ha estat regidora i primera tinent d'alcalde de l'ajuntament de Lleida de 1983 a 2007, diputada de la Diputació de Lleida de 1987 a 2003 i senadora per la província de Lleida per l'Entesa Catalana de Progrés a les eleccions generals espanyoles de 2004 i 2008.